# Dimorphodontia

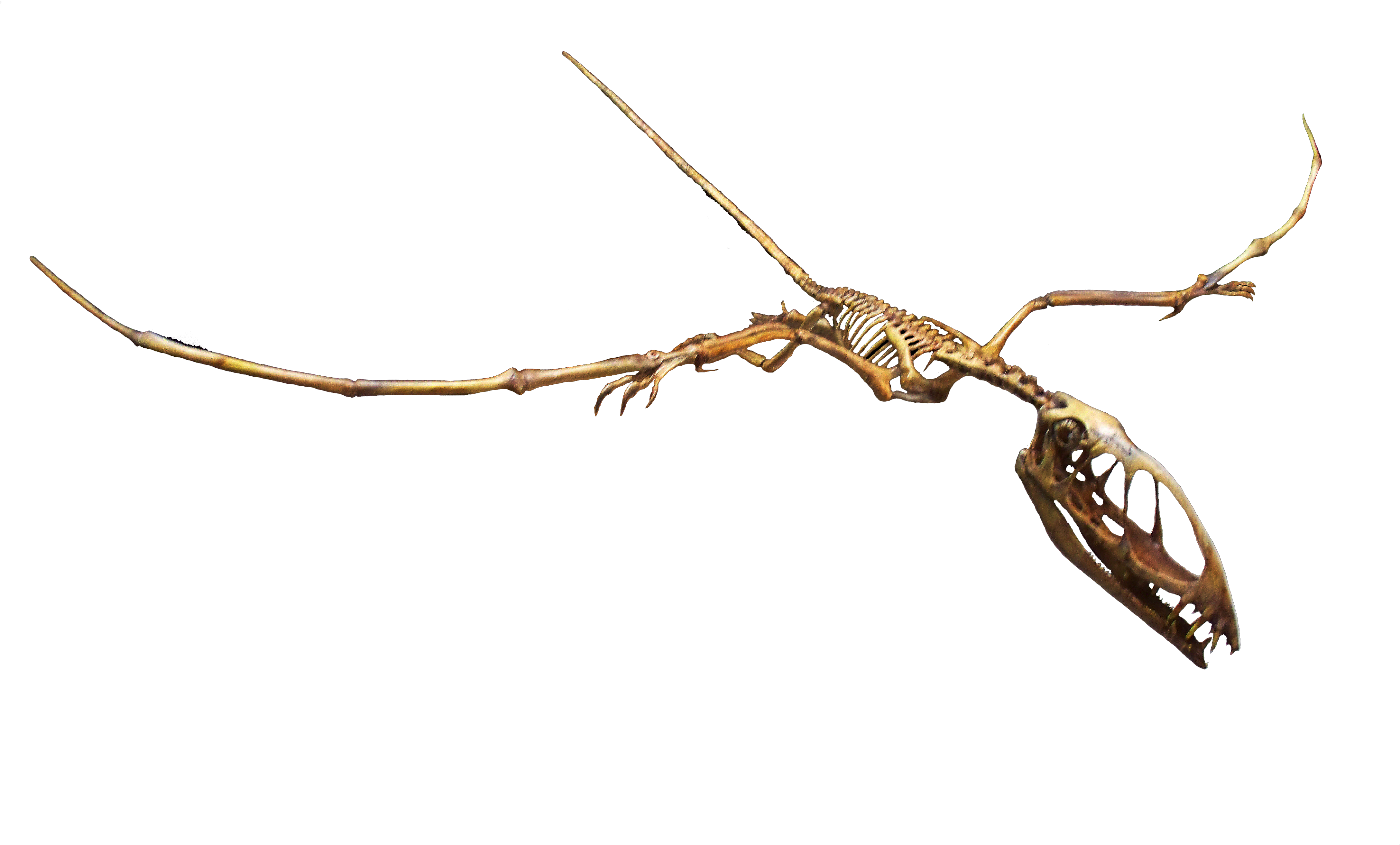
Dimorphodon

De Dimorphodontia zijn een groep pterosauriërs, behorend tot de Macronychoptera.
De basale pterosauriër Dimorphodon wordt gebruikelijk in de Dimorphodontidae ondergebracht. Dat begrip werd gedefinieerd door David Unwin en verankerd op Dimorphodon en Peteinosaurus. Volgens een analyse van Brian Andres uit 2014 echter  was Peteinosaurus niet nauw aan Dimorphodon verwant maar een lid van de Eopterosauria. Dimorphodontidae sensu Unwin zou hierdoor samenvallen met de Pterosauria sensu Unwin zelf. Daarom benoemde Andres een klade Dimorphodontia.
De Dimorphodontia werden gedefinieerd als de groep omvattende Dimorphodon macronyx Buckland 1829 en alle soorten nauwer verwant aan Dimorphodon dan aan Pterodactylus antiquus Soemmerring 1812.
Volgens de analyse van Andres vormen de Dimorphodontia maar een kleine tak: de enige soort naast Dimorphodon zelf is de slecht bekende Parapsicephalus. De groep bestaat dan uit kleine vormen uit het Jura van Europa.
De Dimorphodontia zijn de zustergroep van de Novialoidea.